# دانشگاه ملی پدرو هنریکز اورنیا
دانشگاه ملی پدرو هنریکز اورنیا (به لاتین: Universidad Nacional Pedro Henríquez Ureña) یک دانشگاه در جمهوری دومینیکن است که در سانتو دومینگو واقع شده‌است.